# Ted Clayton
Edward "Ted" Clayton (6 de janeiro de 1911 — 20 de dezembro de 1994) foi um ciclista sul-africano de ascendência inglesa.

## Carreira
Representando a África do Sul, competiu em três provas do ciclismo de estrada e pista nos Jogos Olímpicos de Verão de 1936, disputadas na cidade de Berlim, Alemanha.